# Arkadi Mikhaïlovitch Harting
Pour les articles homonymes, voir Harting.
Аркадий Михайлович Гартинг
Abraham Moïchevitch Hekkelman ou Hackelman (en russe : Авраам Мойшевич Геккельман), aussi connu sous le pseudonyme d'Abraham Landesen, puis devenu Arkadi Mikhaïlovitch Harting (Аркадий Михайлович Гартинг), né le 20 octobre 1861, à Pinsk, est une figure majeure de la police politique secrète russe, l'Okhrana. À l'origine, membre de la communauté juive, il était membre du mouvement révolutionnaire russe. Il fut le policier le plus impitoyable du régime tsariste et un efficace agent provocateur. Harting a dirigé la direction parisienne de l’Okhrana entre 1905 et 1909. Il est anobli avec le grade de Conseiller d'État véritable, équivalent à général-major.

## Biographie
Abraham Hekkelman est né le 29 octobre 1861 à Pinsk, où ses parents possédaient une petite épicerie.

### Saint-Pétersbourg
Étudiant très prometteur, il a été envoyé à Saint-Pétersbourg en 1879. En 1882, diplômé de l'école secondaire de Tver, il s'inscrit à l'Université d'État de Saint-Pétersbourg. Au cours de ses études à l'École des mines de Saint-Pétersbourg, il est plutôt timide et conscient que comme étudiant juif il avait à faire bien pour satisfaire les professeurs. Il avait l'intention de devenir ingénieur le plus tôt possible et ne fut pas intéressé par l'agitation politique, et par les réunions des cellules souterraines du groupe terroriste Narodnaïa Volia (Volonté du peuple) qui était concentré sur le recrutement d'étudiants à l'époque. Hekkelman serait probablement devenu ingénieur, s'il n'avait pas été ami avec deux personnes diamétralement opposées à peu près au même moment. L'un d'eux Vladimir Bourtzeff, un camarade de classe, voulait lui faire rejoindre sa cellule secrète. L'autre, qui ne pouvait pas lui rendre visite à l'école, était le lieutenant-colonel Gueorgui Soudeïkine (ru) du corps spécial de gendarmerie, chef de la police politique de Saint-Pétersbourg. Les détails sur le recrutement sont inconnues, mais on peut supposer que Hekkelman n'aurait jamais rejoint les révolutionnaires, sauf sur l'insistance du colonel. Il a rejoint Narodnaïa Volia. Il est arrêté en 1883. Après son arrestation Hekkelman a été officiellement admis comme agent de la police secrète, pour laquelle il a effectué diverses missions. Il a réussi à échapper à la suspicion. Une fois, il été mentionné comme traître, Bourtzeff, dans la cellule duquel il a travaillé, a refusé de le croire. Heckkelman était son meilleur ami et avait un idéal révolutionnaire. Il l'a défendu dans les réunions secrètes, il a dit aux camarades comment ils avaient commencé leur carrière révolutionnaires ensemble. Bourtzeff a refusé de croire une accusation encore plus nette contre Heckkelman. En 1882, les révolutionnaires ont pris le capitaine Serguei Degaïev qui avait travaillé parmi eux comme un agent secret pour l'Okhrana. Degaïev a déclaré dans sa confession que Heckkelman était aussi un informateur de l'Okhrana. Personne n'a cru, à l'époque, en cette confession et on a continué à lui faire confiance, et les plus subversifs ont été arrêtés cette année là, y compris Bourtzeff, quand il a ramené de Roumanie une équipe équipée de bombes. Les carrières de Heckkelman et Bourtzeff se sont souvent croisées, mais sur des côtés opposés comme principaux protagonistes de la grande bataille entre l'Okhrana et le contre-espionnage révolutionnaire. À la fin des années 1880, Heckkelman a été transféré à l'université de Dorpat ou l'Université de Lettonie, selon les sources, où il dirigeait un cercle révolutionnaire et a pris une part active dans la publication du journal "Narodnaïa Volia". Il a dénoncé les organisations révolutionnaires et indiqué l'emplacement de leur imprimerie. En 1884, un certain nombre d'arrestations ont été faites, les révolutionnaires de Riga ont porté sur lui plus qu'un simple soupçon ; ils ont découvert son association avec un agent de l'Okhrana et l'ont condamné à mort comme un traître à la cause. En 1885 craignant d’être pris, il a fui précipitamment à l'étranger avec l'aide de l'Okhrana.

### En Suisse
En 1885, Heckkelman s'est échappé à l'étranger et s'inscrit, la même année, sous le nom de Landesen à l'École polytechnique fédérale de Zurich. Il avait décidé de terminer ses études, mais là aussi il a rencontré un groupe d'étudiants révolutionnaires russes exilés. S'associant avec eux, il a trouvé toute une équipe spécialisée dans la fabrication de bombes pour la livraison à la Russie. Deux de ces étudiants de philosophie nommée Dembsky et Dembo, ont été déchiquetés par une machine infernale qu'ils venaient de construire. Pendant près d'un an "Landesen" n'avait pas de contacts avec l'Okhrana, à Saint-Pétersbourg, cependant, elle suivait attentivement son association avec les terroristes de Narodnaïa Volia à Zurich et à Genève.
L'Okhrana avait décidé d'établir un centre à Paris pour des opérations contre les révolutionnaires émigrés en France et en Suisse. L'un de ses hauts fonctionnaires nommés Zvoliansky a été envoyé à l'étranger fin 1884 pour les négociations nécessaires avec le gouvernement français et aussi de repérer les recrues possibles comme agents infiltrés. Landesen figurait en tête de liste. Zvoliansky, qui l'avait connu à Saint-Pétersbourg, l'a interviewé à Zurich et a proposé qu'il continue ses études à l'université et à être un agent secret travaillant dans le groupe Narodnaïa Volia. Landesen était prêt, mais a demandé un salaire de 1 000 francs par mois. Il voulait aussi une mission à Paris, alors que la plupart des principaux terroristes russes étaient à cette époque concentrée en Suisse. Zvoliansky a rapporté qu'il n'avait pas de talent pour le travail, mais habile et intelligent, il pourrait devenir plus utile s'il ne demandait pas un salaire si élevé .
En avril 1885, Piotr Ratchkovski a dirigé l'Okhrana à Paris, il a été chargé de contacter Landesen pour un recrutement possible mais de négocier un salaire ne dépassant pas 300 francs. Il a reçu un dossier sur les services passés du candidat avec une mise en garde. S'il était recruté, Landesen devait recevoir un vaste briefing de sécurité pour empêcher toute répétition de la découverte de 1884 à Riga. Des réunions clandestines avec Landesen ont duré quatre jours. Ratchkovski, bien qu'il ait eu le poste à pourvoir et les évaluations de Zvoliansky pour aller dans ce sens, ne voulait pas se précipiter dans le recrutement. Il l'engagea à parler pendant deux jours au sujet de ses travaux d'informateurs à Saint-Pétersbourg et à Riga et ses contacts avec les terroristes en Suisse. Ses échecs de sécurité en Russie devaient être examinées en détail afin qu'il puisse reconnaître ses propres faiblesses et apprendre à se prémunir contre une autre découverte. Les explications de Landesen l'on pleinement satisfait, Ratchkovski a dirigé les pourparlers et les affectations possible. À la fin, il l'a persuadé de rester en Suisse et de commencer à 300 francs par mois, plus les frais de déplacement. Landesen relèverait directement de Ratchkovski, comme son agent sur les activités de la Narodnaïa Volia.

### Paris
En 1890, ayant un passeport au nom d'Abraham Landesen, il a réussi à gagner la confiance des immigrés russes à Paris qui étaient dans la mouvance politique de Narodnaïa Volia, fer de lance des organisations terroristes. Soutenant des vues extrêmes et partisan des méthodes les plus radicales. Il a astucieusement préparé des événements marquants, notamment, l'assassinat de l'empereur Alexandre II. Dans ce but Landesen a soutenu activement et participé à la production de bombes avec l'aide de Piotr Ratchkovski. Attendant le moment où les bombes ont été dispersées et cachées dans les appartements des révolutionnaires, il a informé la police française. Sur les 27 membres de l'organisation terroriste 15 ont été arrêtés et conduits à la préfecture de police et 8 ont comparu devant la justice à Paris. Stéfanov et Katchinzen, défendu par le jeune député de Paris Alexandre Millerand, Lavrenius, défendu par Émile Durier, Reinstein, Levov et Nakadchize sont condamnés à trois ans de prison et 200 francs d’amende. Mme Reinstein et Mlle Bromberg, qui n’aurait pas eu connaissance du contenu de la valise entreposée chez elle, sont acquittées. Landesen, qui a fui, est condamné à cinq ans de prison. Un mois après l'arrestation des terroristes, la justice a donné un mandat pour l'arrestation de Landesen, qui avait quitté depuis longtemps le sol français,. Ayant réussi avec succès cette mission de l'Okhrana, Hekkelman-Landesen a gagné le statut de citoyen d'honneur, avec le droit de se déplacer partout sur l'ensemble du territoire de l'Empire russe et une pension de 1 000 roubles par an.

### Belgique
Landesen est resté dans sa cachette à Paris pendant deux mois après les arrestations. En août 1890, il est allé en Belgique comme un noble russe, il a reçu une pension de 1 000 roubles annuelle. Cela ne signifie pas pour autant la retraite. À un moment donné, il fut mêlé à l'affaire du baron de Sternberg qui terrorisa par une série d’attentats entre 1893 et 1894, la ville de Liège, où Landesen s'était fixé. Sternberg était un agent de l'Okhrana envoyé parmi les anarchistes belges. 
Harting a passé les années suivantes à diverses missions, en Europe, d'accompagnement et de protection des plus hauts personnages. En 1893, il a été envoyé au duché de Saxe-Cobourg et Gotha pour les fiançailles de Nicolas II avec Alix de Hesse-Darmstadt. En 1893 à Wiesbaden, il a pris la religion orthodoxe et a pris le nom d'Arkadi Mikhaïlovitch. Il a été baptisé par l'abbé de l'ambassade de Berlin. Mikhaïl Mouraviov fut son parrain et l'épouse du sénateur Mansourov, sa marraine. 
En 1894 il a protégé Alexandre III à Copenhague, puis est allé avec l'empereur en Suède et en Norvège pour chasser. Plus tard, il a participé à la protection du prince héritier Georges, quand il vivait dans le sud de la France près de Nice ; il a accompagné Nicolas II à Paris. Harting s'est marié, le 3 février 1894 avec une Belge, Madeleine Pirlot (1872-1927), fille d'un magistrat liégeois, et ont eu quatre enfants: Pierre, né le 29 novembre 1894, et ensuite Paul, Hélène et Madeleine.
En 1896 il a modifié son nom en Harting.

### Berlin
En 1900, anobli avec le grade de conseiller titulaire, Harting a dirigé l'Okhrana à Berlin où il a coopéré activement avec ses collègues allemands. Il a couvert avec succès les activités politique de l'émigration russe. Il a recruté Jacob Jitomirski (ru), qui avait déjà travaillé pour la police allemande. À Berlin, au début de 1904, Harting avait six employés, couvrant les activités des partis révolutionnaires.
Au début de la guerre russo-japonaise, Harting, qui a la confiance de la direction de la polices spéciale, est chargé d'assurer la sécurité de la 2e escadre du Pacifique. Harting a rapporté avoir créé un réseau de plus de 80 postes d'observation, affrété jusqu'à 12 navires, recruté des agents employés sur le territoire du Danemark, de la Suède, de la Norvège et d'Allemagne. Ses rapports ont indiqué que pour faire face à l'ampleur extraordinaire de ce qu'il avait lancé ; il lui a fallu d'énormes fonds mis à la disposition des agents de la Russie. Compte tenu des faibles qualités morales de Harting, les historiens modernes ont mis en doute la fiabilité des informations fournies. Les renseignements, selon les chercheurs, étaient exagérées, et parfois même de la falsification pure et simple. On pense, en particulier, que l'incident du Dogger Bank était en grande partie le résultat de la nervosité générale des marins russes, établie à cause de faux rapports sur la présence de torpilleurs japonais. Cependant, le 10 novembre 1904, Harting a achevé son voyage, et son travail a été bien noté par le haut commandement russe.

### Paris
En 1907, Harting a été promu au grade de conseiller d'État, équivalent de général, devenant le chef des agents russes à Paris. Il est décoré de l'ordre de la légion d'honneur. En 1909, il a été découvert par Vladimir Bourtzeff, qui a été en mesure de prouver que Landesen, condamné en France à cinq ans de prison en 1890 et Harting, était une même et seule personne. Le 6 juillet 1909, L’Humanité publie un article de Bourtzeff intitulé : « Le règne des provocateurs, Azef no 2, M. Harting-Landesen, chef de la police russe à l’étranger et repris de justice ». Sous les traits de l’élégant diplomate, à l’aise dans tous les salons parisiens, Bourtzeff a réussi à reconnaître, au prix d’une enquête minutieuse, le jeune nihiliste qui a miraculeusement échappé aux poursuites en 1890. L’affaire fait du bruit en France. Jean Jaurès interpelle Clemenceau à la Chambre sur les activités des polices étrangères en France. Clemenceau se prononça contre la présence de la police russe à Paris. C’est un coup dur pour l’Okhrana de Paris, dont elle aura grand mal à se relever. Le scandale a forcé Harting à fuir la capitale pour Bruxelles. En Russie, il est parti en retraite avec une pension de Conseiller d'État véritable équivalent au grade de Général-major.
Pendant la Première Guerre mondiale, Harting a créé le service de renseignement russe en France et en Belgique où il a vécu après la révolution russe en faisant des opérations bancaires d'affaires. Son sort ultérieur est inconnu.